# فيليب لوثار مايرينغ
فيليب لوثار مارينج (ولد في 19 سبتمبر 1879 - توفى في 6 يوليو 1948) كان كاتب سيناريو، ممثل ومخرج أفلام الماني الجنسية. عمل فيليب لوثار مارينج على سيناريوهات أكثر من سبعين فيلما ، وأخرج كذلك اثني عشر فيلما بنفسه.